# 100 Gecs
100 Gecs (stylisé 100 gecs) est un duo américain de musique électronique, originaire de Saint-Louis, dans le Missouri. Il est constitué de Dylan Brady et Laura Les, formé en 2015,,. Ils autoproduisent leur premier album, 1000 gecs, sorti en 2019, suivi d'un album de remixes l'année suivante, 1000 Gecs and the Tree of Clues. Leur second album studio, 10,000 gecs, est sorti en 2023. Les deux membres ont fourni plusieurs explications contradictoires à propos de l'origine du nom « 100 gecs ».
Le duo se fait remarquer pour sa musique mêlant de manière chaotique et entraînante plusieurs styles, et est considéré comme ayant contribué à la définition du mouvement hyperpop.

## Histoire

### Débuts et révélation (2015–2020)
Brady et Les se sont rencontrés pour la première fois à la période du lycée, à l'occasion d'un rodéo,, puis ils se croisent à nouveau en 2012 lors d'une fête, lors de laquelle ils émettent l'idée de travailler ensemble. Leur première collaboration a lieu en 2015, lors d'une session d'enregistrement à Chicago,, qui débouche sur la sortie de leur premier EP, 100 Gecs, le 12 juillet 2016.
Les deux membres passent quelques années sans réussir à trouver suffisamment de temps pour collaborer ensemble, jusqu'à leur retour, en 2019, lors d'un DJ set à l'occasion du Minecraft Fire Festival. Ils sortent le 31 mai 2019 leur premier album studio, 1000 gecs, qui sera accueilli positivement,, et acclamé par plusieurs critiques de magazines américains,,. Le duo annonce en fin d'année un album de remix, 1000 Gecs and the Tree of Clues, qui sort le 10 juillet 2020, avec des apparitions d'A. G. Cook, Charli XCX, Rico Nasty, ou encore Kero Kero Bonito. Laura Les considère cet album comme « un compagnon de l'original ».
Le duo signe en 2020 avec le label Atlantic Records.

### 10,000 gecs(depuis 2021)

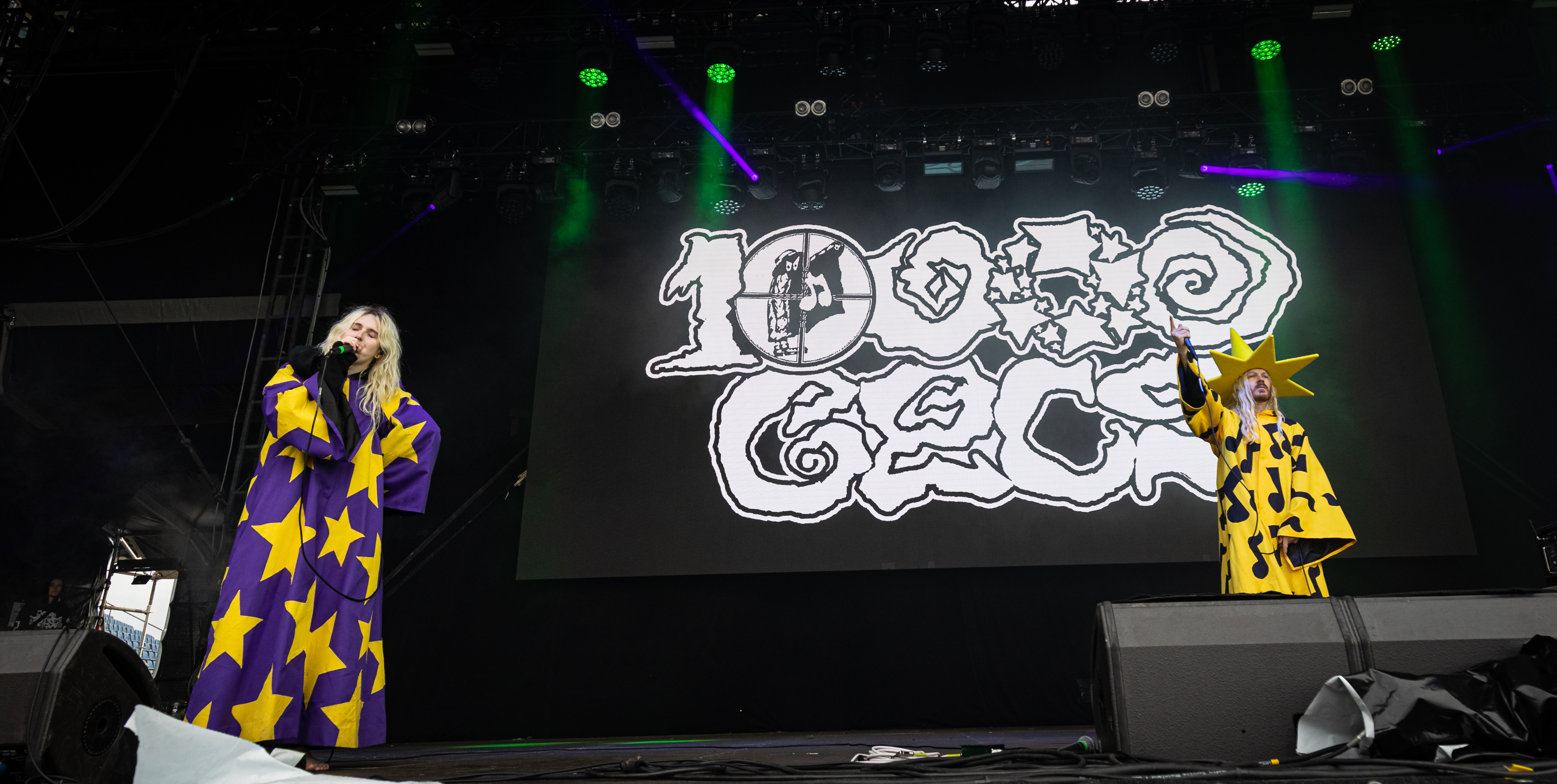
100 gecs au festival Rock am Ring, en 2022.

Les et Brady débutent l'année 2021 sur des projets parallèles : Laura Les sort son premier single solo, Haunted, et Dylan Brady, au sein de son groupe Cake Pop, participe à la production du premier album Cake Pop 2. Le duo annonce en juillet 2021 une tournée américaine, suivie d'une tournée européenne pour 2022. Il annonce également, le 6 septembre, leur deuxième album studio 10,000 gecs.
Après la sortie courant 2022 de plusieurs singles, 10,000 gecs sort le 17 mars 2023, et marque un tournant dans le style du groupe, les morceaux portant davantage de caractéristiques du rock alternatif que de l'hyperpop.

## Discographie

### Albums studio et EP
- 2016 : 100 gecs
- 2019 : 1000 gecs
- 2020 : 1000 gecs and the Tree of Clues
- 2022 : Snake Eyes
- 2023 : 10,000 gecs

### Singles
- 2019 : Money Machine
- 2019 : Money Machine (A. G. Cook Remix)
- 2019 : 745 Sticky (Injury Reserve Remix)
- 2020 : Ringtone (Remix) (feat. Charli XCX, Rico Nasty, Kero Kero Bonito)
- 2020 : Gec 2 Ü (Remix) (feat. Dorian Electra)
- 2020 : Stupid Horse (Remix) (feat. Count Baldor et GFOTY)
- 2020 : Hand Crushed by a Mallet (Remix) (feat. Fall Out Boy, Craig Owens, Nicole Dollanganger)
- 2020 : Sympathy 4 the Grinch
- 2021 : MeMeMe
- 2022 : Doritos and Fritos
- 2023 : Hollywood Baby